# Erebia tetrica
Erebia tetrica är en fjärilsart som beskrevs av Ruggero Verity 1923. Erebia tetrica ingår i släktet Erebia och familjen praktfjärilar. Inga underarter finns listade i Catalogue of Life.